# Nachal Paran
Nachal Paran (hebrejsky: נחל פארן, arabsky: Vádí al-Džirafi) je vádí o délce cca 150 kilometrů v Egyptě a Izraeli. Jeho povodí má rozlohu tisíců kilometrů čtverečních. Jde o nejdelší vádí v Izraeli a o třetí nejdelší vodní tok v zemi (po řekách Jordán a Jarmuk). Jedná se ovšem jen o sezónní tok, který je po většinu roku bez stálého průtoku.
Začíná na egyptském území na Sinajském poloostrově. Směřuje pak k severovýchodu zcela neosídlenou a suchou hornatinou. Na území Izraele vstupuje tento vodní tok v nadmořské výšce cca 470 metrů, cca 62 kilometrů severozápadně od města Ejlat, v jižní části Negevské pouště. Směřuje stále k severovýchodu, přičemž jej zde kříží turisticky využívaná izraelská stezka. Míjí horu Har Chalamiš. Pak se stáčí k východu, přičemž přes něj vede dálnice číslo 40. Zleva tu do něj zároveň ústí vádí Nachal Karkom a Nachal Arod. Vstupuje tu do soutěsky, nad níž se vypínají skalní formace Cukej Paran (צוקי פארן, Paranské útesy), přičemž klesá z okrajů Negevu směrem do příkopové propadliny ve vádí al-Araba. V posledním úseku se rozlévá do širokého údolí se změtí bočních ramen, jehož dno je vyplněno naplavenými horninami. Toto široké údolí se pak otevírá do údolí vádí al-Araba, do kterého ústí cca 2 kilometry severně od vesnice Paran. Nedaleko odtud ústí do vádí al-Araba rovněž tok Nachal Barak.
V minulosti nárazové zimní srážky v poušti Negevu a na Sinaji vedly k občasným záplavám při ústí Nachal Paran, které zaplavovaly zdejší jedinou severojižní dopravní cestu - dálnici číslo 90. V současnosti již je zde dálnice vedena přes most, který případné rozvodnění překonává. 6. listopadu 1970 byla na Nachal Paran zaznamenána povodeň, kdy zde při kulminaci dosáhl průtok 1150 kubických metrů za sekundu. Až do lednové povodně v roce 2010 na vádí Nachal Nicana (1420 m3/s) šlo o vůbec největší průtok naměřený na jakémkoliv vodním toku v Izraeli. Pro srovnání: průměrný průtok řeky Vltava v Praze je 147,5 kubíků, tedy mnohonásobně nižší.